# Gaadsan
Gaadsan o Gadsan és un dels grans clans del grup de clans dir. Viuen a diverses zones de Somàlia i de la Regió Somali a Etiòpia, i al nord-est de Kenya. A Somàlia viuen a Jubaland i a la vall del Shabelle (són coneguts com a Gaadsan-Qalaawileey). A Etiòpia al districte de Liben (Jarrati, Waladaya, Dolo i Guuredhamole), al districte de Gode (Imi i Boola), i al districte de Gashamo (Nusdariiq, Mersin, Kabtinuur i Qabridhare). A Kenya (coneguts com a Gaadsan-Kenya) viuen a diverses ciutats (com Bangal, Garseeni, i Hoolla).